# 광성돈대
광성돈대(廣城墩臺)는 인천광역시 강화군 불은면 덕성리에 있는 돈대이다. 

## 개요
광성돈대는 광성보에 소속된 3개 돈대중 하나로서 숙종 5년(1679) 함경도·황해도·강원도의 승군 8,000명과 어영군 4,300명이 40일만에 완공하였다고 한다.
1977년 포좌 4개소와 포 3문이 복원 설치되었다.
대포는 홍이포라고도 하며 사정거리 700m로서 포알은 화약의 폭발하는 힘으로 날아가나 포알 자체는 폭발하지 않아 위력은 약하다. 병자호란에도 사용하였다고 전한다.
소포는 사정거리 300m로서 포알은 대포와 같다. 대포는 조준이 안되나 소포는 조준이 된다.
작은 것은 불량기라 하며 프랑스군이 쓰던 것이라 한다.